# 鯤
鯤（こん）は中国に伝わる伝説の魚。頭から尾の先までの大きさがわからないほど、非常に体が大きいとされる。

## 概要
『荘子』逍遥遊篇にある寓話で、鯤は北の果ての海（北冥）にいる体の大きさが数千里もある巨大な魚として登場する。この説話では鵬（ほう）が対となる存在として登場しており、共に非常に巨大な存在として描写される。『荘子』などの本文では、この鯤が化したものが鵬だともある。

## ことわざ・熟語
- 鯤鵬展翅（こんほうてんし）　　『荘子』より。大きく成長すること、大きな希望を持つ人物や、大事業[5]を示す。「鯤鵬」または「鯨鵬」[6]とも。
- 鯤身（こんしん）　大きな丘陵を意味する。地名[7]にも用いられている。
- 鯤鯨（こんげい） 　巨大な魚。また、大きな獲物や成果を意味する[8][9]。「鯤鯨（こんげい）を釣らんとせしに蝦蟆（がま）を釣り得たり」[10]。
- 鯤鯨噴蕩（こんげいふんとう）　海中の大魚たちが暴れうごく様子。 李白 「崔相に上る百憂章」にある詩句[11]。
- 鯤化為鵬（こんかいぼう）　陣形のひとつ。『水滸伝』に登場する。鯤化為鵬の陣。敵が遠くから見るといかにも小規模に見えるが、至近距離に入ると大きくなる陣形[12]。

## 大きさについての解釈
鯤鯨という熟語が存在するように、鯤は「大きな海の生き物」を示すものだという認識は広く持たれており、土佐国（高知県）で編まれた『鯤鯨襍稿』（『土佐国群書類従』）などの書名にも、その一般認識がうかがわれる。いっぽう、『荘子』の本文についての解釈の中では漢字の持って来た字義などから、大きな存在だとも小さな存在だとも説かれている。しかし、もともとが寓話の中での存在であるため、明確な答えは存在しない。

### 小さな鯤
鯤は『荘子』などにおいて非常に大きな魚の名前として用いられているが、それ以前の古代の辞書である『爾雅』には「鯤」の文字の説明には「魚子」（魚の子）とあり、卵から孵ったばかりのこまかい魚、あるいは魚卵だとしている。そのため、非常に小さいものを現わす名称を持つ巨大な魚という転倒によるおかしみや、非常に巨大な魚として語られている鯤も小さな一存在に過ぎないという寓意が込められてもいる、とも解釈されている。
原富男は『荘子』の現代語訳のなかで鯤に「小うお」、鵬に「小とり」という注記を付してもいる。

### 大きな鯤
鯤は本来は「小さい魚の意味である」とする解釈があるいっぽう、『荘子』の注釈書には、「鯤はあるいは鯨に作るべしという」など、「鯤」はあくまで巨大な魚であって「鯨」のような大魚のことだとそのまま解釈するほうがよい、としているものも多い。
鯤鵬（こんほう）と同義の熟語として鯨鵬（げいほう）などが「大きな生き物」を意味する言葉として存在して来たのも、『荘子』の寓話を通じて人々が鯤を鯨あるいは鯨よりもさらに巨大な海の生き物だと位置づけて来た自然な流れから生じたものである。